# Cethosia doddi
Cethosia doddi är en fjärilsart som beskrevs av Charles Oberthür 1911. Cethosia doddi ingår i släktet Cethosia och familjen praktfjärilar. Inga underarter finns listade i Catalogue of Life.